# 2010 KZ39
2010 KZ39 est un objet transneptunien ayant une magnitude absolue de 4,02. Le site web de Mike Brown le classe comme planète naine hautement probable

## Caractéristiques
Il a été observé 50 fois, lors de cinq oppositions. Il est actuellement à 46,3 UA du Soleil. En utilisant les meilleures données actuelles sur son orbite, il devrait passer au périhélie en 2110.
Brown suppose un albédo de 0,10 ce qui donne un diamètre estimé de 597 km. Mais puisque son albédo est inconnu et sur la base d'une magnitude absolue de 4,0, son diamètre pourrait être compris entre 420 (albédo : 0,25) et 940 km (albédo : 0,05)